# Kuru, Finland
Kuru var en kommun i landskapet Birkaland i Västra Finlands län. Kuru är sedan 2009 en del av Ylöjärvi.

## Historia
Mellan 1666 och 1872 tillhörde Kuru Ruovesi kapellag; därefter blev det en egen församling. Egen präst erhölls 1749. Träkyrkan byggdes 1781, och ombyggdes 1846.
Under finska inbördeskriget 1918 utkämpades här ett slag, där Harald Hjalmarson ledde de vita mot de röda.
2009 upphörde Kuru att vara egen kommun, då den anslöts till Ylöjärvi stad. Kommunen var då enspråkigt finskt och hade 2 759 invånare och en yta på 821 km².